# Zeppelin-Lindau CS.I
Lo Zeppelin CS.I fu un idrocaccia biposto monomotore ad ala bassa sviluppato dall'azienda aeronautica tedesco imperiale Zeppelin Werk Lindau GmbH nei tardi anni dieci del XX secolo e rimasto allo stadio di prototipo.
Modello sperimentale realizzato durante le ultime fasi della prima guerra mondiale e destinato alla Kaiserliche Marine, la marina militare imperiale tedesca, non riuscì ad essere avviato alla produzione in serie.

## Storia del progetto
Durante il 1918, anno in cui sarebbe terminato il primo conflitto mondiale, Claude Dornier decise di avviare lo sviluppo di un nuovo modello da proporre alla Marina imperiale tedesca come possibile sostituto dell'Hansa-Brandenburg W.29. Il progetto era relativo ad un modello che riproponeva l'impostazione del W.29, un idro a scarponi monomotore, biposto e monoplano ad ala bassa, ma a differenza di questo, realizzato ancora in legno e tela, che adottava tecniche costruttive per allora all'avanguardia, la cellula di costruzione metallica a struttura scatolata.
Il prototipo, equipaggiato con un motore Mercedes D.IIIa da 170 PS (125 kW), venne portato in volo per la prima volta con successo il 18 maggio 1918. In seguito si decise di sostituire il motore con un'unità dalla maggior potenza, un Benz Bz.IIIbo da 195 PS (143 kW) modificando l'impianto di raffreddamento e posizionando due piccoli radiatori a fianco della fusoliera. Una terza variante fu caratterizzata dal ritorno alla soluzione simile al Mercedes pur mantenendo la nuova motorizzazione, con l'unico radiatore posto davanti all'unità motrice.
Le prove degli unici tre esemplari costruiti proseguirono presumibilmente fino al termine del conflitto, interrotte dall'esito della guerra avverso agli Imperi centrali, ed il suo sviluppo interrotto a sua volta.

## Utilizzatori
Germania
- Kaiserliche Marine